# Максимович, Павел Павлович
Павел Павлович Максимович (1816, Константиногорская крепость —1892, Шепели) — русский общественный деятель.

## Биография
«Во всех дореволюционных печатных источниках сказано, что Павел Павлович Максимович родился в 1817 г. в Астрахани, но, по данным Государственного архива Астраханской области, „Максимович Павел Павлович родился 26 ноября (8 декабря) 1816 г. в Кавказской губернии крепости Константиногорской и крещен в полковой церкви Суздальского пехотного полка, где проходил в это время службу его отец“» Павел Иванович Максимович. В семье, кроме Павла были сыновья Николай, Иван, Кирилл и дочери Марфа, Александра, Надежда. В 1829—1830 годах Павел Иванович Максимович был астраханским губернским предводителем дворянства. Умер в конце 1840-х годов в Астрахани.
В детстве Павел несколько лет провёл в семье своего дяди профессора, затем ректора Казанского университета И. М. Симонова, который в 1819—1821 годах участвовал в качестве астронома-наблюдателя в кругосветной экспедиции Ф. Ф. Беллинсгаузена и М. П. Лазарева. Именно И. М. Симонов оказал огромное влияние на подростка, который в 1832 году поступил в Морской кадетский корпус в Санкт-Петербурге; 4 января 1835 года он был произведён в гардемарины, 18 декабря того же года за хорошую учёбу и поведение — в старшие унтер-офицеры, 23 декабря 1836 года — в мичманы.
После окончания корпуса учился в офицерских классах (будущая Николаевская морская академия) и в 1840 году стал первым по выпуску, получив звание лейтенанта флота (17 апреля), а его имя было выбито на мраморной доске. Как лучший выпускник он был оставлен «состоять при младшем офицерском классе для надзора за преподаванием», а вскоре стал преподавать в гардемаринских классах навигацию, астрономию, теорию кораблестроения, в кадетском корпусе географию. Женился.
По семейным обстоятельствам в 1848 году в чине капитан-лейтенанта оставил службу и поселился в селе Спасское Кашинского уезда Тверской губернии.
С 1866 по 1877 год был членом Тверской губернской земской управы; мировой судья. В 1868 году избран депутатом в Тверской губернский комитет по устройству и улучшению быта помещичьих крестьян.
В 1870 году учредил в Твери на собственные средства школу для подготовки народных учительниц (девушки из крестьянских семей учились в школе бесплатно), которой было присвоено имя её основателя. В 1882 году передал школу в ведение земства. В 1919 году школа Максимовича была объединена с Тверским учительским институтом и Педагогическими курсами Тверского губернского земства  и был создан Институт народного образования, который с 1921 года получил название педагогического, а в 1971 году был преобразован в Тверской государственный университет.
В 1875—1889 годах — депутат от Кашинского уезда в Тверском дворянском депутатском собрании. В 1886 году был награждён Вольным экономическим обществом золотой медалью за развитие народного образования.

## Смерть
Умер 1 (13) июля 1892 года в своем имении — усадьбе Шепели Мышкинского уезда (ныне деревня в Кашинском районе Тверской области), доставшемся ему в качестве приданого за Анной Андреевной Хлебниковой, правнучкой прежнего владельца, Сергея Петровича Соковнина. Похоронен в погосте Введенском, что на Ляму (или иначе Веденском, что на Яму, Кашинский уезд Тверской губернии).
В некрологе друзья и почитатели сказали: «Редко приходится встретить человека столь неприхотливого, так легко отказывающего себе во всем и вместе с тем столь деликатного по отношению к другим. Его высокогуманная личность и самоотверженная деятельность для блага народа должны быть примером того, как надо служить своей родине».

## Память
24 ноября 2016 года к 200-летию со дня рождения в актовом зале Тверского государственного университета открыли барельеф основателю учительской школы Павлу Павловичу Максимовичу.
8 сентября 2017 года имя Павла Павловича Максимовича было внесено в «Золотую книгу» Твери.
11 ноября 2020 года был поставлен бронзовый бюст в сквере ректората Тверского государственного университета

## Семья
Жена — Анна Андреевна, дочь известного офицера Андрея Ильича Хлебникова. Имел пятерых детей
Среди потомков П. П. Максимовича — известный биолог Л. В. Крушинский.